# Titularbistum Sebaste in Phrygia
Sebaste in Phrygia (ital.: Sebaste di Frigia) ist ein Titularbistum der römisch-katholischen Kirche.
Es geht zurück auf einen untergegangenen Bischofssitz in der gleichnamigen antiken Stadt in der römischen Provinz Asia bzw. Phrygia und in der Spätantike Phrygia Pacatiana in der westlichen Türkei. Der Bischofssitz war der Kirchenprovinz Laodicea zugeordnet.
| Titularbischöfe von Sebaste in Phrygia |                               |                                     |                   |               |
| Nr.                                    | Name                          | Amt                                 | von               | bis           |
| 1                                      | Pier Grisologo Basetti        |                                     | 19. Dezember 1834 | 22. Juni 1843 |
| 2                                      | Nicola Zoccoli                |                                     | 15. Januar 1886   |               |
| 3                                      | Joaquim Mamede da Silva Leite | Weihbischof in Campinas (Brasilien) | 7. Juni 1916      | 22. März 1947 |
| 4                                      | Ferenc Rogacs                 | Koadjutorbischof von Pécs (Ungarn)  | 28. April 1948    | 2. März 1958  |